# 1544
Năm 1544 (số La Mã: MDXLIV) là một năm nhuận bắt đầu từ ngày thứ Ba (liên kết sẽ hiển thị đầy đủ lịch) trong lịch Julius.